# Argentyna na Letnich Igrzyskach Olimpijskich 1924
Argentynę na VIII Letnich Igrzyskach Olimpijskich w Paryżu reprezentowało 77 sportowców w 11 dyscyplinach. Był to 4. start Argentyńczyków na letnich igrzyskach olimpijskich.

## Zdobyte medale
| Medal  | Zawodnik                                                                    | Dyscyplina sportowa | Konkurencja       |
| ------ | --------------------------------------------------------------------------- | ------------------- | ----------------- |
| Złoto  | Arturo Kenny Guillermo Brooke-Naylor Jack Nelson Enrique Padilla Juan Miles | Polo                | turniej mężczyzn  |
| Srebro | Luis Brunetto                                                               | Lekkoatletyka       | trójskok mężczyzn |
| Srebro | Alfredo Copello                                                             | Boks                | waga lekka        |
| Srebro | Héctor Méndez                                                               | Boks                | waga półśrednia   |
| Brąz   | Pedro Quartucci                                                             | Boks                | waga piórkowa     |
| Brąz   | Alfredo Porzio                                                              | Boks                | waga ciężka       |

## Skład reprezentacji

### Boks
| Zawodnik         | Konkurencja     | 1/16                | 1/8                 | Ćwierćfinał         | Półfinał         | Finał             | Finał   |
| Zawodnik         | Konkurencja     | Przeciwnik Wynik    | Przeciwnik Wynik    | Przeciwnik Wynik    | Przeciwnik Wynik | Przeciwnik Wynik  | Miejsce |
| ---------------- | --------------- | ------------------- | ------------------- | ------------------- | ---------------- | ----------------- | ------- |
| Vicente Catada   | waga musza      | wolny los           | Ray Fee P           | Nie awansował       | Nie awansował    | Nie awansował     | 9.      |
| Benito Pertuzzo  | waga kogucia    | Armando Ricciardi W | Robert Hilliard W   | Salvatore Tripoli P | Nie awansował    | Nie awansował     | 5.      |
| Pedro Quartucci  | waga piórkowa   | Henri Stuckmann W   | Arthur Beavis W     | Marcel Deport W     | Jackie Fields P  | Jean Devergnies W | brąz    |
| Alfredo Copello  | waga lekka      | Walter White W      | Luigi Marfut W      | Ben Rothwell W      | Arnold Tholey W  | Hans Nielsen P    | srebro  |
| Mario Reilly     | waga lekka      | Vicente Valdero P   | Nie awansował       | Nie awansował       | Nie awansował    | Nie awansował     | 17.     |
| Héctor Méndez    | waga półśrednia | Valter Palm W       | Andreas Petersen W  | Alfons Travers W    | Paddy Dwyer W    | Jean Delarge P    | srebro  |
| Alfredo Santoro  | waga półśrednia | wolny los           | Théodore Stauffer P | Nie awansował       | Nie awansował    | Nie awansował     | 9.      |
| Manuel Gallardo  | waga średnia    | wolny los           | Roger Brousse P     | Nie awansował       | Nie awansował    | Nie awansował     | 9.      |
| Arturo Rodríguez | waga półciężka  | Thyge Petersen P    | Nie awansował       | Nie awansował       | Nie awansował    | Nie awansował     | 17.     |
| Alfredo Porzio   | waga ciężka     |                     | Charles Peguilham W | Elery Greathouse W  | Otto von Porat P | Henk de Best W    | brąz    |

### Kolarstwo

#### Kolarstwo szosowe
| Konkurencja                    | Zawodnik                                        | Czas                 | Pozycja              |
| ------------------------------ | ----------------------------------------------- | -------------------- | -------------------- |
| jazda indywidualna na czas (m) | Cosme Saavedra                                  | 7:09:16,2            | 30.                  |
| jazda indywidualna na czas (m) | Luis de Meyer                                   | 7:14:10,4            | 31.                  |
| jazda indywidualna na czas (m) | José Zampicchiatti                              | 7:24:17,0            | 43.                  |
| jazda indywidualna na czas (m) | Julio Polet                                     | Nie ukończył wyścigu | Nie ukończył wyścigu |
| jazda drużynowa na czas (m)    | Cosme Saavedra Luis de Meyer José Zampicchiatti | 21:47:43,6           | 9.                   |

#### Kolarstwo torowe
| Konkurencja | Zawodnik       | Eliminacje                    | Eliminacje | Eliminacje - Repasaże            | Eliminacje - Repasaże | Ćwierćfinał   | Ćwierćfinał   | Ćwierćfinał - Repasaże | Ćwierćfinał - Repasaże | Półfinały     | Półfinały     | Finał         | Finał                | Pozycja              |
| Konkurencja | Zawodnik       | Przeciwnik                    | Miejsce    | Przeciwnik                       | Miejsce               | Przeciwnik    | Miejsce       | Przeciwnik             | Miejsce                | Przeciwnik    | Miejsce       | Przeciwnik    | Miejsce              | Pozycja              |
| ----------- | -------------- | ----------------------------- | ---------- | -------------------------------- | --------------------- | ------------- | ------------- | ---------------------- | ---------------------- | ------------- | ------------- | ------------- | -------------------- | -------------------- |
| sprint      | Eugenio Gret   | Pierre De Bruyne              | 2.         | Oscar Guldager Artūrs Zeiberliņš | Nie ukończył wyścigu  | Nie awansował | Nie awansował | Nie awansował          | Nie awansował          | Nie awansował | Nie awansował | Nie awansował | Nie awansował        | Nie awansował        |
| sprint      | Julio Polet    | George Dempsey Miloš Knobloch | 2.         | Willy Falck Hansen               | 2.                    | Nie awansował | Nie awansował | Nie awansował          | Nie awansował          | Nie awansował | Nie awansował | Nie awansował | Nie awansował        | Nie awansował        |
| 50 km       | Luis de Meyer  |                               |            |                                  |                       |               |               |                        |                        |               |               |               | Nie ukończył wyścigu | Nie ukończył wyścigu |
| 50 km       | Eugenio Gret   |                               |            |                                  |                       |               |               |                        |                        |               |               |               | Nie ukończył wyścigu | Nie ukończył wyścigu |
| 50 km       | Julio Polet    |                               |            |                                  |                       |               |               |                        |                        |               |               |               | Nie ukończył wyścigu | Nie ukończył wyścigu |
| 50 km       | Cosme Saavedra |                               |            |                                  |                       |               |               |                        |                        |               |               |               | Nie ukończył wyścigu | Nie ukończył wyścigu |

### Lekkoatletyka
Konkurencje biegowe
| Konkurencja                 | Zawodnik                                                  | Eliminacje         | Eliminacje         | Ćwierćfinał   | Ćwierćfinał   | Półfinał       | Półfinał       | Finał          | Finał          |
| Konkurencja                 | Zawodnik                                                  | Wynik              | Miejsce            | Wynik         | Miejsce       | Wynik          | Miejsce        | Wynik          | Miejsce        |
| --------------------------- | --------------------------------------------------------- | ------------------ | ------------------ | ------------- | ------------- | -------------- | -------------- | -------------- | -------------- |
| 100 m                       | Camilo Rivas                                              | b.d                | 3.                 | Nie awansował | Nie awansował | Nie awansował  | Nie awansował  | Nie awansował  | Nie awansował  |
| 100 m                       | Félix Escobar                                             | b.d                | 5.                 | Nie awansował | Nie awansował | Nie awansował  | Nie awansował  | Nie awansował  | Nie awansował  |
| 100 m                       | Miguel Ángel Enrico                                       | b.d                | 6.                 | Nie awansował | Nie awansował | Nie awansował  | Nie awansował  | Nie awansował  | Nie awansował  |
| 200 m                       | Félix Escobar                                             | 23,0               | 2.                 | b.d           | 6.            | Nie awansował  | Nie awansował  | Nie awansował  | Nie awansował  |
| 400 m                       | Félix Escobar                                             | 51,4               | 3.                 | Nie awansował | Nie awansował | Nie awansował  | Nie awansował  | Nie awansował  | Nie awansował  |
| 400 m                       | Federico Brewster                                         | 51,8               | 2.                 | b.d           | 6.            | Nie awansował  | Nie awansował  | Nie awansował  | Nie awansował  |
| 400 m                       | Francisco Dova                                            | 51,0               | 3.                 | Nie awansował | Nie awansował | Nie awansował  | Nie awansował  | Nie awansował  | Nie awansował  |
| 400 m                       | Emilio Casanovas                                          | b.d                | 4.                 | Nie awansował | Nie awansował | Nie awansował  | Nie awansował  | Nie awansował  | Nie awansował  |
| 110 m przez płotki          | Guillermo Newberry                                        | Nie ukończył biegu | Nie ukończył biegu |               |               | Nie awansował  | Nie awansował  | Nie awansował  | Nie awansował  |
| 400 m przez płotki          | Enrique Thompson                                          | 57,0               | 3.                 |               |               | Nie awansował  | Nie awansował  | Nie awansował  | Nie awansował  |
| sztafeta 4 × 100 m mężczyzn | Otto Diesch Félix Escobar Guillermo Newberry Camilo Rivas | b.d                | 3.                 |               |               | Nie awansowali | Nie awansowali | Nie awansowali | Nie awansowali |

Konkurencje techniczne
| Konkurencja | Zawodnik      | Eliminacje | Eliminacje | Finał  | Finał   |
| Konkurencja | Zawodnik      | Wynik      | Miejsce    | Wynik  | Miejsce |
| ----------- | ------------- | ---------- | ---------- | ------ | ------- |
| trójskok    | Luis Brunetto | 15,425     | 1.         | 15,425 | srebro  |

| Zawodnik         | Konkurencje   | Konkurencje                | Wyniki | Punkty   | Miejsce |
| ---------------- | ------------- | -------------------------- | ------ | -------- | ------- |
| Enrique Thompson | dziesięciobój | bieg 100 m                 | 11,4   | 809,6    | 2.      |
| Enrique Thompson | dziesięciobój | skok w dal                 | 6,10   | 632,5    | 26.     |
| Enrique Thompson | dziesięciobój | pchnięcie kulą             | 10,345 | 500,5    | 22.     |
| Enrique Thompson | dziesięciobój | skok wzwyż                 | 1,70   | 678      | 8.      |
| Enrique Thompson | dziesięciobój | bieg 400 m                 | 52,0   | 857,12   | 3.      |
| Enrique Thompson | dziesięciobój | rzut dyskiem               | 30,895 | 456,03   | 16.     |
| Enrique Thompson | dziesięciobój | bieg na 110 m przez płotki | 17,8   | 734      | 15.     |
| Enrique Thompson | dziesięciobój | skok o tyczce              | 2,73   | 341,2    | 21.     |
| Enrique Thompson | dziesięciobój | rzut oszczepem             | 43,370 | 515,175  | 12.     |
| Enrique Thompson | dziesięciobój | bieg na 1500 m             | 4:32,4 | 786,4    | 1.      |
| Enrique Thompson | dziesięciobój | Finał                      |        | 6310,525 | 13.     |

### Pływanie
Mężczyźni
| Zawodnik                                                 | Konkurencja        | Eliminacje | Eliminacje | Półfinał | Półfinał | Finał | Finał   | Źródło |
| Zawodnik                                                 | Konkurencja        | Czas       | Miejsce    | Czas     | Miejsce  | Czas  | Miejsce | Źródło |
| -------------------------------------------------------- | ------------------ | ---------- | ---------- | -------- | -------- | ----- | ------- | ------ |
| Alberto Zorrilla                                         | 100 m dowolnym     | 1:08,2     | 2.         | 1:07,6   | 6.       | NQ    | NQ      | [ 2 ]  |
| Alberto Zorrilla                                         | 400 m dowolnym     | 5:49,4     | 4.         | NQ       | NQ       | NQ    | NQ      | [ 3 ]  |
| Juan Behrensen Tomás Jones Jorge Moreau Alberto Zorrilla | 4 × 200 m dowolnym | 11:25,0    | 4.         | NQ       | NQ       | NQ    | NQ      | [ 4 ]  |

### Podnoszenie ciężarów
| Zawodnik       | Konkurencja  | Wyciskanie jednorącz | Podrzut jednorącz | Rwanie  | Wyciskanie oburącz | Podrzut Oburącz | Łącznie  | Pozycja | Źródło                                    |
| -------------- | ------------ | -------------------- | ----------------- | ------- | ------------------ | --------------- | -------- | ------- | ----------------------------------------- |
| Alfredo Pianta | waga średnia | 62,5 kg              | 80 kg             | 75 kg   | 80 kg              | 105 kg          | 402,5 kg | 12.     | [ 5 ] [ 6 ] [ 7 ] [ 8 ] [ 9 ] [ 10 ]      |
| Ángel Rovere   | waga średnia | 62,5 kg              | 72,5 kg           | 72,5 kg | 85 kg              | 112,5 kg        | 405 kg   | 11.     | [ 5 ] [ 6 ] [ 7 ] [ 8 ] [ 9 ] [ 10 ]      |
| Carlos Bergara | waga ciężka  | 80 kg                | 85 kg             | 92,5 kg | 97,5 kg            | 127,5 kg        | 482,5 kg | 5.      | [ 11 ] [ 12 ] [ 13 ] [ 14 ] [ 15 ] [ 16 ] |

### Polo
| - Arturo Kenny - Juan Miles - Guillermo Naylor - Juan Nelson - Enrique Padilla |

#### Wyniki
- Argentyna –  Hiszpania 16:2

- Argentyna –  Stany Zjednoczone 6:5

- Argentyna –  Wielka Brytania 9:5

- Argentyna –  Francja 15:2

Drużyna Argentyny zdobyła złoty medal.

### Strzelectwo
| Zawodnik          | Konkurencja                      | Finał | Finał   | Źródło |
| Zawodnik          | Konkurencja                      | Wynik | Pozycja | Źródło |
| ----------------- | -------------------------------- | ----- | ------- | ------ |
| Lorenzo Amaya     | pistolet szybkostrzelny 25 m     | 18    | 4.      | [ 17 ] |
| Matías Osinalde   | pistolet szybkostrzelny 25 m     | 18    | 5.      | [ 17 ] |
| Victor Bigand     | pistolet szybkostrzelny 25 m     | 16    | 21.     | [ 17 ] |
| Carlos Balestrini | pistolet szybkostrzelny 25 m     | 15    | 30.     | [ 17 ] |
| Juan Martino      | karabin małokalibrowy 50 m leżąc | 389   | 12.     | [ 17 ] |
| Abelardo Rico     | karabin małokalibrowy 50 m leżąc | 389   | 12.     | [ 17 ] |
| Jorge del Mazo    | karabin małokalibrowy 50 m leżąc | 382   | 34.     | [ 17 ] |
| Antonio Daneri    | karabin małokalibrowy 50 m leżąc | 382   | 34.     | [ 17 ] |

### Szermierka
| Zawodnik                                                           | Konkurencja          | 1 runda | 1 runda                 | 2 runda                                                                               | 2 runda                                 | Ćwierćfinał | Ćwierćfinał                                             | Półfinały | Półfinały                                                         | Finał | Finał                                                     | Pozycja | Źródło                                    |
| Zawodnik                                                           | Konkurencja          | Przeciwnik | Wynik                   | Przeciwnik                                                                            | Wynik                                   | Przeciwnik | Wynik                                                   | Przeciwnik | Wynik                                                             | Przeciwnik | Wynik                                                     | Pozycja | Źródło                                    |
| ------------------------------------------------------------------ | -------------------- | --- | ----------------------- | ------------------------------------------------------------------------------------- | --------------------------------------- | --- | ------------------------------------------------------- | --- | ----------------------------------------------------------------- | --- | --------------------------------------------------------- | ------- | ----------------------------------------- |
| Pedro Nazar                                                        | szpada indywidualnie | Roger Ducret Robert Frater Paul Anspach Frédéric Fitting Teodoros Fustanos Conrado Rolando Eduardo Alonso Josef Javůrek                 |                         | N/A                                                                                   | N/A                                     | Ramón Fonst Carl Gripenstedt Henri Jacquet George Breed Léon Tom Gaston Cornereau Rui Mayer Wouter Brouwer Peter Ryefelt                        |                                                         | NQ | NQ                                                                | NQ | NQ                                                        | NQ      | [ 18 ] [ 19 ] [ 20 ] [ 21 ]               |
| Luis Lucchetti                                                     | szpada indywidualnie | Armand Massard Allan Milner Eugène Empeyta Martin Holt Ivan Osiier Ramíro Mañalich Salvador Quesada Santos Ferreira                     |                         | N/A                                                                                   | N/A                                     | George Calnan Domingo Garcia Raoul Heide Ivan Osiier Roger Ducret Charles Delporte Gustaf Lindblom Krikor Agathon Frederico Paredes Martin Holt |                                                         | Renzo Compagna Gaston Cornereau Charles Delporte Roger Ducret Nils Hellsten Mßrio de Lopez Raoul Heide Léon Tom Henri Jacquet Ivan Osiier Frédéric Fitting |                                                                   | NQ | NQ                                                        | NQ      | [ 18 ] [ 19 ] [ 20 ] [ 21 ]               |
| Wenceslao Paunero                                                  | szpada indywidualnie | Sigurd Akre Rui Mayer Willem van Blijenburgh Peter Ryefelt Gaston Cornereau Arthur Lyon Robert Montgomerie Jan Tille                    |                         | N/A                                                                                   | N/A                                     | Georges Buchard Eugene Empeyta Nils Hellsten Virgilio Mantegazza Charles Biscoe Joseph Misrahi Sigurd Akre Pieter von Boven Ernest Gevers       | P                                                       | NQ | NQ                                                                | NQ | NQ                                                        | NQ      | [ 18 ] [ 19 ] [ 20 ] [ 21 ]               |
| Francisco Bollini                                                  | szpada indywidualnie | Domingo García Ramón Fonst Raoul Heide Henri Jacquet Bror Lagercrantz Jan de Beaufort Georges Buchard Jens Berthelsen António de Castro |                         | N/A                                                                                   | N/A                                     | NQ | NQ                                                      | NQ | NQ                                                                | NQ | NQ                                                        | NQ      | [ 18 ] [ 19 ] [ 20 ] [ 21 ]               |
| Luis Lucchetti Pedro Nazar Wenceslao Paunero Cipriano Pons         | szpada drużynowo     | Wielka Brytania · Belgia | P (5:11) P (7:9)        | N/A                                                                                   | N/A                                     | NQ | NQ                                                      | NQ | NQ                                                                | NQ | NQ                                                        | NQ      | [ 22 ] [ 23 ]                             |
| Roberto Larraz                                                     | floret indywidualnie | Roger Ducret Charles Crahay Eugène Empeyta                                                                                              | P (4:5) P (4:5) W (5:2) | Balthasar De Beukelaer Jacques Coutrot Johan Falkenberg Paul Kunze Frederick Sherriff | W (5:4) W (5:1) W (5:1) W (5:4) W (5:3) | Philippe Cattiau Balthasar De Beukelaer Frithjof Lorentzen Domingo Mendy Jens Berthelsen                                                        | P (3:5) W (5:0) W (5:3) W (5:4) W (5:1)                 | Roger Ducret Ivan Osiier Maurice Van Damme Juan Delgado Kurt Ettinger                                                                                      | P (4:5) P (4:5) W (5:2) W (5:2) W (5:2)                           | Roger Ducret Philippe Cattiau Jacques Coutrot Maurice Van Damme Ivan Osiier Balthasar De Beukelaer Edgar Seligman                                               | P (3:5) P (3:5) P (4:5) P (1:5) W (5:4) W (5:1) -         | 5.      | [ 24 ] [ 25 ] [ 26 ] [ 27 ] [ 28 ] [ 29 ] |
| Carlos Guerrico                                                    | floret indywidualnie | Maurice Van Damme Johan Falkenberg Alois Gottfried                                                                                      | P (3:5) P (2:5) P (3:5) | NQ                                                                                    | NQ                                      | NQ | NQ                                                      | NQ | NQ                                                                | NQ | NQ                                                        | NQ      | [ 24 ] [ 25 ] [ 26 ] [ 27 ] [ 28 ] [ 29 ] |
| Horacio Casco                                                      | floret indywidualnie | Émile Dufrance Gil de Andrade Teodoros Fustanos                                                                                         | P (3:5) W (5:3) W (5:0) | George Calnan Robert Montgomerie Roger Ducret Diego Díez John Albaret                 | P (3:5) P (4:5) W (5:3) P (3:5) W (5:1) | NQ | NQ                                                      | NQ | NQ                                                                | NQ | NQ                                                        | NQ      | [ 24 ] [ 25 ] [ 26 ] [ 27 ] [ 28 ] [ 29 ] |
| Horacio Casco Roberto Larraz Luis Lucchetti Ángel Santamarina      | floret drużynowo     | Holandia · Stany Zjednoczone | W (12:4) -              |                                                                                       |                                         | Belgia · Wielka Brytania | R (8:8) W (11:5)                                        | Francja · Węgry | P (3:13) R (8:8)                                                  | NQ | NQ                                                        | NQ      | [ 30 ] [ 31 ] [ 32 ] [ 33 ]               |
| Horacio Casco                                                      | szabla indywidualnie | N/A | N/A                     | N/A                                                                                   | N/A                                     | Jules Maés Conrado Rolando Bino Bini Cornelis Ekkart John Gignoux Svend Munck                                                                   | P (2:4) W (4:3) P (1:4) W (4:1) W (4:2) W (4:3)         | Oreste Puliti Sándor Pósta Giulio Sarrocchi Héctor Belo Robert Feyerick Marc Perrodon Maarten van Dulm Konstandinos Kodzias                                | W (4:2) P (3:4) P (1:4) P (2:4) W (4:0) W (4:2) W (4:1) W (4:0)   | Sándor Pósta Roger Ducret János Garay Zoltán Schenker Adrianus de Jong Ivan Osiier Georges Conraux Oreste Puliti Marcello Bertinetti Bino Bini Giulio Sarrocchi | P (2:4) P (1:4) P (2:4) P (3:4) P (2:4) W (4:3) P (2:4) - | 8.      | [ 34 ] [ 35 ] [ 36 ] [ 37 ]               |
| Raúl Sola                                                          | szabla indywidualnie | N/A | N/A                     | N/A                                                                                   | N/A                                     | Héctor Belo Sándor Pósta Georges Conraux Cecil Kershaw Charles Acke Jens Berthelsen                                                             | P (1:4) P (2:4) W(4:3) W (4:2) P (3:4) W (4:2)          | Roger Ducret Marcello Bertinetti Zoltán Schenker Adrianus de Jong Omer Berck Robin Dalglish Domingo Mendy Laurence Castner                                 | P (1:4) P(0:4) W (4:1) P (0:4) W(4:2) P (3:4) W (4:0) W (4:2)     | NQ | NQ                                                        | NQ      | [ 34 ] [ 35 ] [ 36 ] [ 37 ]               |
| Arturo Ponce                                                       | szabla indywidualnie | N/A | N/A                     | N/A                                                                                   | N/A                                     | Oreste Puliti Robert Feyerick Edgar Seligman Domingo Mendy Julio González                                                                       | P (1:4) P(3:4) P (3:4) P (3:4) W (4:1)                  | NQ | NQ                                                                | NQ | NQ                                                        | NQ      | [ 34 ] [ 35 ] [ 36 ] [ 37 ]               |
| Carmelo Merlo                                                      | szabla indywidualnie | N/A | N/A                     | N/A                                                                                   | N/A                                     | Giulio Sarrocchi Ödön von Tersztyánszky Marc Perrodon Archie Corble Arthur Lyon Fernando Guillén Joanis Jeorjadis                               | P (3:4) P (1:4) P (2:4) W (4:0) W (4:1) W (4:1) W (4:3) | Bino Bini Ivan Osiier János Garay Georges Conraux Ödön Tersztyánszky Jules Maés Conrado Rolando Pedro Mendy Edgar Seligman                                 | P (2:4) P (2:4) p (3:4) P (2:4) P (2:4) W (4:1) W (4:2) W (4:2) - | NQ | NQ                                                        | NQ      | [ 34 ] [ 35 ] [ 36 ] [ 37 ]               |
| Horacio Casco Carmelo Merlo Arturo Ponce Raúl Sola Santiago Torres | szabla drużynowo     | Belgia | W (9:7)                 | N/A                                                                                   | N/A                                     | Holandia · Hiszpania | W (10:6) W (13:3)                                       | Włochy · Czechosłowacja | P (2:14) R (8:8)                                                  | NQ | NQ                                                        | NQ      | [ 38 ] [ 39 ] [ 40 ] [ 41 ]               |

### Tenis ziemny
| Zawodnik                         | Konkurencja | 1 runda                               | 2 runda                         | 3 runda                        | 4 runda          | Ćwierćfinały     | Półfinały        | Finał            | Miejsce | Źródło                      |
| Zawodnik                         | Konkurencja | Przeciwnik Wynik                      | Przeciwnik Wynik                | Przeciwnik Wynik               | Przeciwnik Wynik | Przeciwnik Wynik | Przeciwnik Wynik | Przeciwnik Wynik | Miejsce | Źródło                      |
| -------------------------------- | ----------- | ------------------------------------- | ------------------------------- | ------------------------------ | ---------------- | ---------------- | ---------------- | ---------------- | ------- | --------------------------- |
| Arturo Hortal                    | Singiel (m) | Pereira W 3:0 (6:1,6:4,6:2)           | Hunter P 0:3 (3:6,3:6,1:6)      | NQ                             | NQ               | NQ               | NQ               | NQ               | 33.     | [ 42 ] [ 43 ] [ 44 ] [ 45 ] |
| Guillermo Robson                 | Singiel (m) | BYE                                   | wolny los                       | Alonso P 1:3 (9:7,4:6,0:6,4:6) | NQ               | NQ               | NQ               | NQ               | 17.     | [ 42 ] [ 43 ] [ 44 ] [ 45 ] |
| Héctor Cattaruzza                | Singiel (m) | Papadopoulos W 3:0 (7:5,7:5,6:1)      | van Lennep P 0:3 (3:6,1:6,1:6)  | NQ                             | NQ               | NQ               | NQ               | NQ               | 33.     | [ 42 ] [ 43 ] [ 44 ] [ 45 ] |
| Carlos Dumas                     | Singiel (m) | BYE                                   | Aeschlimann P 0:3 (5:7,4:6,0:6) | NQ                             | NQ               | NQ               | NQ               | NQ               | 33.     | [ 42 ] [ 43 ] [ 44 ] [ 45 ] |
| Carlos Dumas Guillermo Robson    | debel (m)   | Grahn Schybergson P 0:3 (1:6,3:6,0:6) | NQ                              | NQ                             | N/A              | NQ               | NQ               | NQ               | 9.      | [ 46 ] [ 47 ] [ 48 ]        |
| Héctor Cattaruzza Jorge Williams | debel (m)   | Müller Wennergren P 0:3 (2:6,0:6,3:6) | NQ                              | NQ                             | N/A              | NQ               | NQ               | NQ               | 16.     | [ 46 ] [ 47 ] [ 48 ]        |

### Wioślarstwo
| Zawodnik | Konkurencja | Półfinał | Półfinał | Repasaż | Repasaż | Finał | Finał | Pozycja | Źródło               |
| Zawodnik | Konkurencja | Czas     | M.       | Czas    | M.      | Czas  | M.    | Pozycja | Źródło               |
| --- | ----------- | -------- | -------- | ------- | ------- | ----- | ----- | ------- | -------------------- |
| Julio Alles Alberto Anderson Francisco Borgonovo Tomas Cerrutti Federico Lecto Miguel Madero David Nolting Carlos Serantes Armando Trebucco | ósemka      | b.d      | 3.       | 6:42,0  | 2.      | NQ    | NQ    | 5.      | [ 49 ] [ 50 ] [ 51 ] |

### Żeglarstwo
| Zawodnik                                                                | Konkurencja        | Eliminacje | Eliminacje | Eliminacje | Półfinały        | Półfinały         | Finałowa pozycja | Źródło |
| Zawodnik                                                                | Konkurencja        | Seria I    | Seria II   | Seria III  | Półfinały        | Półfinały         | Finałowa pozycja | Źródło |
| Zawodnik                                                                | Konkurencja        | Miejsce    | Miejsce    | Miejsce    | Wyścig I miejsce | Wyścig II miejsce | Finałowa pozycja | Źródło |
| ----------------------------------------------------------------------- | ------------------ | ---------- | ---------- | ---------- | ---------------- | ----------------- | ---------------- | ------ |
| Bernardo Milhas                                                         | monotyp olimpijski | 5.         | 3          | N/A        | NQ               | NQ                | NQ               | [ 52 ] |
| Juan Milberg Rolando Aguirre César Gérico Bernardo Milhas Mario Uriburu | klasa 8 metrów     | 4.         | 3.         | 4.         | NQ               | NQ                | 5.               | [ 53 ] |